# Seznam nejdéle vládnoucích českých králů
Seznam nejdéle vládnoucích českých králů uvádí jména panovníků, kteří překročili dobu dvaceti let na trůně, a další informace o nich. Konec vlády je zpravidla shodný s datem úmrtí. Pokud vládci zemřeli po abdikaci, je tato skutečnost uvedena v poznámkách. Barevně jsou odlišeny dynastie – přemyslovská žlutě, lucemburská červenou barvou, jagellonská zeleně a habsburská stejně jako habsbursko-lotrinská dynastie fialově.
Do seznamu nebyla zahrnuta česká knížata, protože ve starším období je u některých panovníků počátek a konec vlády přinejmenším sporný. K nejdéle vládnoucím českým knížatům však jistě patřil Boleslav I. (cca 37 let, vládl asi 935 – asi 972), Boleslav II. (cca 27 let, asi 972–999), Oldřich (cca 22 let, 1012–1033 a znovu 1034), Spytihněv I. (cca 21 let, 894–915) a Břetislav I. (cca 21 let, 1034–1055).
V seznamu nefiguruje ani protikrál Matyáš Korvín (20 let a 338 dní; narozen 23. února 1443, zvolen 3. května 1469 v Olomouci, potvrzen a korunován za asistence papežského legáta kardinála Roverella 28. května 1471 v chrámu svatého Jakuba v Jihlavě, zemřel 6. dubna 1490).

## Seznam
| Pořadí | Panovník | Panovník                  | Datum narození    | Doba vlády         | Doba vlády         | Doba vlády                                         | Korunovace         | Poznámky                                                                      |
| Pořadí | Panovník | Panovník                  | Datum narození    | Začátek            | Konec              | Délka                                              | Korunovace         | Poznámky                                                                      |
| ------ | -------- | ------------------------- | ----------------- | ------------------ | ------------------ | -------------------------------------------------- | ------------------ | ----------------------------------------------------------------------------- |
| 1.     |          | František Josef I.        | 18. srpna 1830    | 2. prosinec 1848   | 21. listopad 1916  | 67 let a 355 dní                                   | nekorunován        |                                                                               |
| 2.     |          | Leopold I.                | 9. června 1640    | 2. dubna 1657      | 5. května 1705     | 48 let a 33 dní                                    | 14. září 1656      |                                                                               |
| 3.     |          | Vladislav II. Jagellonský | 1. března 1456    | 27. května 1471    | 13. března 1516    | 44 let a 291 dní                                   | 22. srpna 1471     |                                                                               |
| 4.     |          | František I.              | 12. února 1768    | 1. březen 1792     | 2. březen 1835     | 43 let a 1 den                                     | 9. srpna 1792      |                                                                               |
| 5.     |          | Václav IV.                | 26. února 1361    | 29. listopadu 1378 | 16. srpna 1419     | 40 let a 260 dní                                   | 15. června 1363    |                                                                               |
| 6.     |          | Marie Terezie             | 13. května 1717   | 20. října 1740     | 29. listopadu 1780 | 40 let a 40 dní                                    | 12. května 1743    | rex femina                                                                    |
| 7.     |          | Ferdinand I. Habsburský   | 10. března 1503   | 23. října 1526     | 25. července 1564  | 37 let a 276 dní                                   | 24. února 1527     |                                                                               |
| 8.     |          | Jan Lucemburský           | 10. srpna 1296    | 3. prosince 1310   | 26. srpna 1346     | 35 let a 266 dní                                   | 7. únor 1311       | počátkem vlády se rozumí obsazení Prahy                                       |
| 9.     |          | Rudolf II.                | 18. července 1552 | 12. října 1576     | 12. dubna 1611     | 34 let a 182 dní                                   | 22. září 1575      | † 20. ledna 1612                                                              |
| 10.    |          | Přemysl Otakar I.         | 1155/1167         | 6. prosince 1197   | 15. prosince 1230  | cca 34 let (včetně vlády v knížecí hodnosti)       | 24. srpna 1203     | králem od roku 1198, jako kníže vládl v letech 1192–1193 a znovu od roku 1197 |
| 11.    |          | Vladislav I.              | kolem 1110        | 14. února 1140     | konec 1172         | necelých 33 let (včetně vlády v knížecí hodnosti)  | 11. leden 1158     | † 18. ledna 1174                                                              |
| 12.    |          | Karel IV.                 | 14. května 1316   | 26. srpna 1346     | 29. listopadu 1378 | 32 let a 95 dní                                    | 2. září 1347       |                                                                               |
| 13.    |          | Vratislav I.              | okolo 1031        | 28. ledna 1061     | 14. ledna 1092     | 30 let a 351 dní (včetně vlády v knížecí hodnosti) | 15. červen 1085    |                                                                               |
| 14.    |          | Karel VI.                 | 1. října 1685     | 17. dubna 1711     | 20. října 1740     | 29 let a 186 dní                                   | 5. září 1723       |                                                                               |
| 15.    |          | Václav II.                | 27. září 1271     | 26. srpna 1278     | 21. června 1305    | 26 let a 299 dní                                   | 2. června 1297     | prvních 5 let byl pod poručnictvím Oty V. Braniborského                       |
| 16.    |          | Přemysl Otakar II.        | 1233              | 23. září 1253      | 26. srpna 1278     | 24 let a 337 dní                                   | 25. prosince 1261  |                                                                               |
| 17.    |          | Václav I.                 | 1205              | 15. prosince 1230  | 23. září 1253      | 22 let a 282 dní                                   | 6. února 1228      |                                                                               |
| 18.    |          | Ferdinand III.            | 13. červenec 1608 | 15. února 1637     | 2. dubna 1657      | 20 let a 46 dní                                    | 24. listopadu 1627 |                                                                               |